# 蒙泰梅
蒙泰梅（法語：Monthermé，法語發音：[mɔ̃tɛʁme]）是法国大東部大區阿登省的一个市镇，属于沙勒维尔-梅济耶尔区。

## 地理
蒙泰梅（49°53'8"N, 4°43'53"E）面积32.33 平方千米，位于法国大東部大區阿登省，该省份为法国北部内陆省份，西接埃纳省，南至马恩省，东临默兹省，北与比利时接壤。
与蒙泰梅接壤的市镇（或旧市镇、城区）包括：默兹河畔博尼、德维尔、阿尔尼、莱富尔、勒万、蒂莱、图尔纳沃。

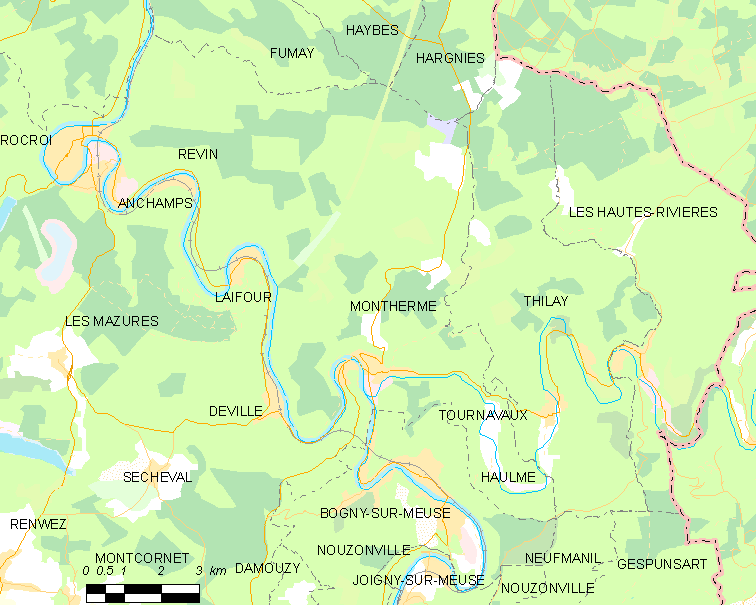
蒙泰梅的OSM定位图

蒙泰梅的时区为UTC+01:00、UTC+02:00（夏令时）。

## 行政
蒙泰梅的邮政编码为08800，INSEE市镇编码为08302。

## 政治
蒙泰梅所属的省级选区为默兹河畔博尼县。

## 人口

1962-2008年间蒙泰梅人口变化图示

蒙泰梅于2022年1月1日时的人口数量为2155人。